# Kaszt

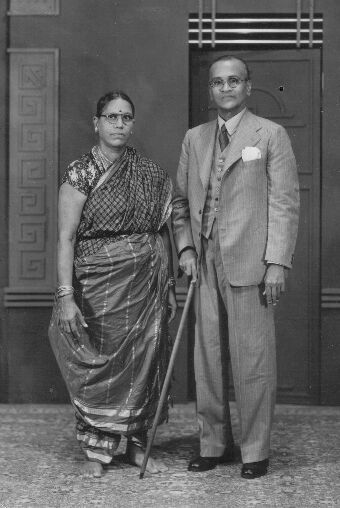
Madrasi brahmin kasztbeli pár 1945 körül

A kaszt a jogok vagy előjogok öröklődésén alapuló, rendkívül zárt társadalmi csoport. Különböző történelmi korokban az egyes társadalmak legfelső, legtöbb előjoggal rendelkező rétege (például arisztokrácia) a kasztra jellemző vonásokat viselt magán, de a társadalom legalávetettebb csoportjai is elkülönülhettek kasztként (például a burakuminok Japánban). Emellett ismertek olyan kultúrák, amelyekben a társadalom egésze szigorúan elkülönülő kasztokra tagolódott vagy tagolódik (például indiai kasztrendszer). A világ különböző részein meglévő kasztokat egyaránt jellemzi az alacsony társadalmi mobilitás, az endogámia, a meghatározott foglalkozás vagy megélhetési forrás, és a kasztbeliek identitását erősítő vallási, kulturális vagy ideológiai háttér.
A kaszt szó végső soron a ’nem, nemzetség; faj, fajta’ jelentésű portugál casta szóból vált nemzetközi kifejezéssé, s így került be a magyar nyelvbe is.
Történelmének egy bizonyos szakaszán valamennyi kultúrában megjelentek kasztok vagy ahhoz hasonló jellegű társadalmi csoportok: a legtöbb társadalomban szigorúan zárt arisztokrácia mellett külön kasztot képeztek az alávetettek Japánban, Koreában, Jemenben. Fejlett vallási alapú kasztrendszerek ismertek Indiából, Bali szigetéről, Nepálból, Pakisztánból, etnikai alapon szerveződő kasztrendszerek pedig Fekete-Afrika és Latin-Amerika országaiból. Ezek legnevezetesebbike a négy kasztra (szanszkrit szóval varnára) – brahminokra, ksatrijákra, vaisjákra, sudrákra – és a kaszton kívüliekre tagozódó indiai kasztrendszer.